# Mountainaire
Mountainaire es un lugar designado por el censo ubicado en el condado de Coconino en el estado estadounidense de Arizona. En el Censo de 2010 tenía una población de 1119 habitantes y una densidad poblacional de 42,37 personas por km².

## Geografía
Mountainaire se encuentra ubicado en las coordenadas 35°5′38″N 111°38′43″O / 35.09389, -111.64528. Según la Oficina del Censo de los Estados Unidos, Mountainaire tiene una superficie total de 26.41 km², de la cual 26.4 km² corresponden a tierra firme y (0.02%) 0.01 km² es agua.

## Demografía
Según el censo de 2010, había 1.119 personas residiendo en Mountainaire. La densidad de población era de 42,37 hab./km². De los 1.119 habitantes, Mountainaire estaba compuesto por el 89.99% blancos, el 0.89% eran afroamericanos, el 3.22% eran amerindios, el 0.45% eran asiáticos, el 0% eran isleños del Pacífico, el 2.14% eran de otras razas y el 3.31% pertenecían a dos o más razas. Del total de la población el 7.95% eran hispanos o latinos de cualquier raza.